# Ben Lomond
Ben Lomond (en gaélico escocés Beinn Laomainn), es un monte de 974 metros de altura situado al este del lago Lomond, en las Tierras Altas escocesas. Es el más meridional de los montes catalogados como Munros.
Su fácil accesibilidad desde Glasgow, y casi desde cualquier otro lugar del centro de Escocia, junto con la relativa comodidad de su ascenso desde Rowardennan, a través de un camino bastante transitado que asciende hasta la cima, hacen de este monte un lugar bastante popular entre los montañeros, en especial dentro de los montes de su categoría. En un día despejado, Ben Lomond es claramente visible desde las zonas más elevadas de Glasgow. De hecho, quizás es por su buena visibilidad por lo que se lo denominó Beinn Laomainn, que significa "Pico-Faro" -del mismo modo que sucede con las Lomond Hills, en Fife-. La cima de este monte también es observable desde el Ben Nevis, el pico más alto de Gran Bretaña, situado a más de 60 km de distancia.
La ruta de ascenso más habitual asciende suavemente por la cresta conocida como Sròn Aonaich, antes de elevarse en un empinado zig-zag hasta la cumbre. En total, el ascenso dura alrededor de 3 horas. La ruta de senderismo conocida como West Highland Way rodea la base del monte por el oeste, junto al lago Lomond.
En la actualidad esta área es propiedad del National Trust for Scotland.
- Wikimedia Commons alberga una galería multimedia sobre Ben Lomond.

- Datos: Q816556
- Multimedia: Ben Lomond, Scotland / Q816556